# Jermaine Brown
Jermaine Brown (22 marzo 1985) è un calciatore britannico delle Isole Cayman, di ruolo portiere.

## Carriera

### Club
Ha giocato nella massima serie del campionato delle Isole Cayman con gli Scholars International.

### Nazionale
Ha esordito in Nazionale nel 2008.